# Samkønnet ægteskab
Samkønnede ægteskaber er ægteskaber mellem personer af samme køn. Ægteskab mellem personer af samme køn har i Danmark kunnet indgås siden 15. juni 2012.
Ægteskaber mellem personer af samme køn har i Danmark afløst den tidligere institution registreret partnerskab, som eksisterede fra 1989 til 2012.

## Status for samkønnet ægteskab

### Danmark
Den danske ægteskabslov gælder for ægteskab mellem to personer af forskelligt køn og mellem to personer af samme køn.
I maj 2011 tog Per Stig Møller som kirkeminister sagen om homovielser op,
. 
Lovforslag om ligestilling af par af forskelligt køn og par af samme køn i forbindelse med ægteskab blev fremsat den 14. marts 2012 af social- og integrationsminister Karen Hækkerup (S). Forslaget om ændring af ægteskabsloven blev vedtaget af Folketinget den 7. juni 2012 med 85 stemmer for og 24 imod, idet RV, S, SF, EL og LA stemte for og DF imod, medens V og K var splittede i spørgsmålet. Lovændringen trådte i kraft den 15. juni 2012. 
Danmark blev dermed det 12. land i verden som tillod personer af samme køn at gifte sig. 
Ved lovændringen blev lov om registreret partnerskab ophævet. Registrerede par kunne vælge at bevare det registrerede partnerskab eller ændre det til et ægteskab, uden at forskellen har nogen juridiske konsekvenser efter dansk lov. 
Ægteskab indgås ifølge ægteskabsloven ved kirkelig eller borgerlig vielse. En præst i folkekirken kan nægte at vie to personer af samme køn. Det følger af lov om medlemskab af folkekirken, kirkelig betjening og sognebåndsløsning. Lovforslag herom blev fremsat af kirkeminister Manu Sareen (RV) samtidig med fremsættelsen af forslaget om ændring af ægteskabsloven den 14. marts 2012 og blev ligeledes vedtaget den 7. juni 2012 med ikrafttræden den 15. juni 2012. Lovforslaget blev enstemmigt vedtaget, idet V, S, DF, RV, SF, EL, LA og KF alle stemte for forslaget.   
Det første samkønnede par, der blev viet i folkekirken, var Poul Cullura og Nicolai Bøcker Jensen. Brylluppet fandt sted lørdag den 16. juni 2012 i Højdevangskirken på Amager.
I Grønland blev en tilsvarende ordning vedtaget af Inatsisartut i 2015.
På Færøerne vedtog Lagtinget d. 29. april 2016 at indføre borgerlig vielse af samkønnede par. Den færøske ordning giver ikke mulighed for kirkelig vielse.

### Holland
Holland blev det første land i verden til at legalisere samkønnede ægteskaber, da loven blev vedtaget i det hollandske parlament den 12. september 2000.

### Irland
I Irland er samkønnet ægteskab lovligt siden 2015,, hvor det blev vedtaget i en folkeafstemning den 22. maj 2015  og via en ændring af den irske grundlov den 29. august 2015.

### Frankrig
Det franske parlament vedtog den 23. april 2013 en lov, der tillader ægteskab mellem to personer af samme køn. Loven blev vedtaget med 331 stemmer for og 225 imod, efter at senatet havde vedtaget loven den 12. april.

### Mexico
Med delstaten Tamaulipas som den sidste i 2022 til at implementere lovgivning efter Mexicos Højesteret i 2015 afgjorde, at forbuddet mod ægteskab mellem homoseksuelle var i strid med forfatningen, blev vielse af samkønnede par dermed lovligt i hele landet.

### Schweiz
I Schweiz blev samkønnet ægteskab indført den 1. juli 2022, efter en folkeafstemning den 26. september året før, med henholdsvis 64,1 procent for og 35,9 procent imod. Siden 2007 var registreret partnerskab en mulighed.

### Taiwan
I 2017 besluttede Taiwans Højesteret, at landets forfatningen var utidig og gav parlamentet to år til at implementere lovgivning, som ville gøre det lovligt for to af samme køn at indgå ægteskab. Derved blev det første samkønnede par lovformelig gift i 2019.

### Tyskland
I Tyskland blev loven om samkønnet ægteskab vedtaget af Forbundsdagen den 30. juni 2017.

### USA
I USA er ordningen blevet indført via en dom i højesteret 26. juni 2015, idet retten bedømte, at nægtelse af homovielser er en krænkelse af grundloven. Derved er samkønnet ægteskab tilladt i alle stater.